# Ктесібій

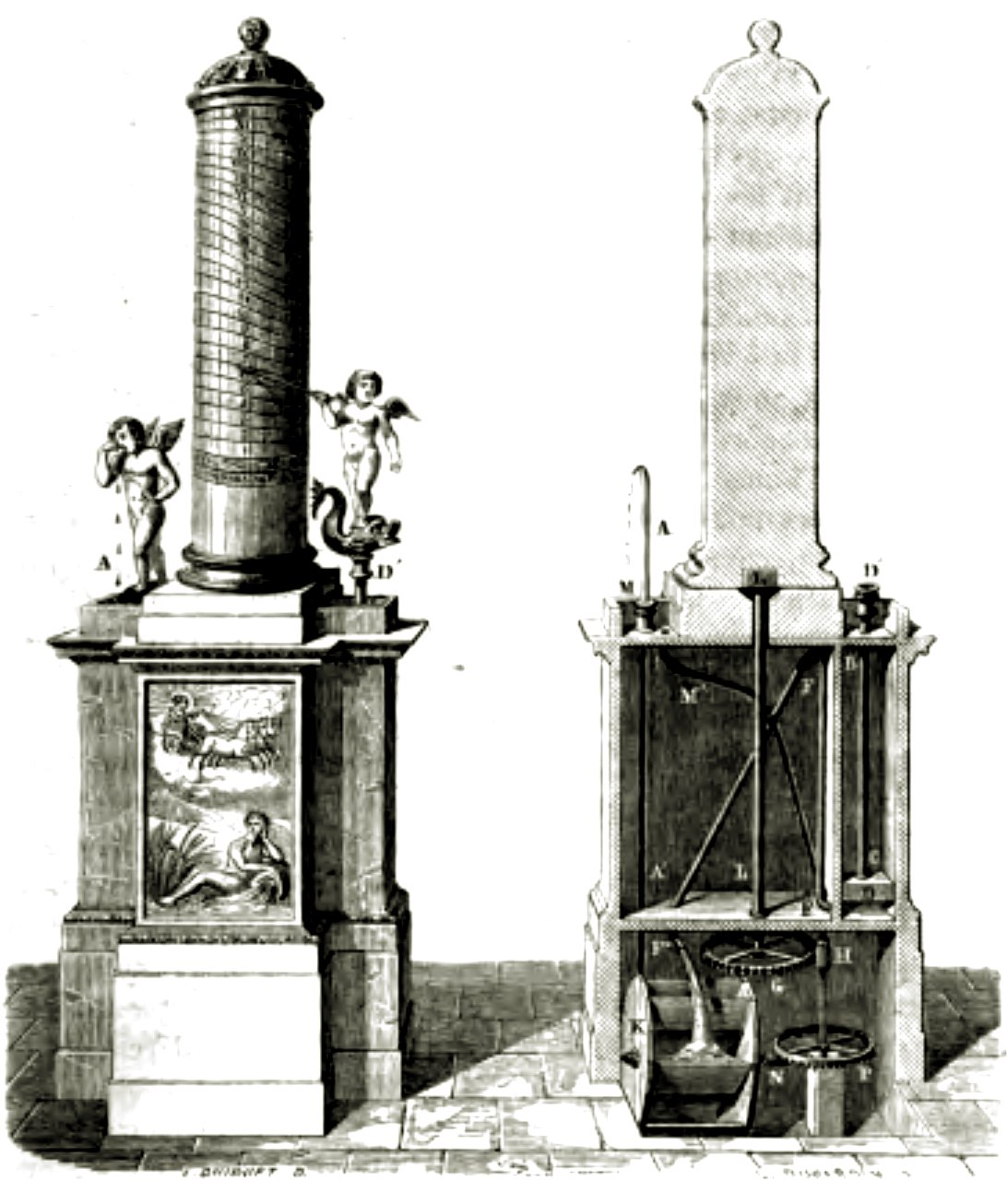
Водяний годинник Ктесибія.

Ктесібій, Ктезібій (грец. Κτησίβιος) — давньогрецький механік і винахідник з Александрії. Жив у період 285 до н. е. — 222 до н. е.
Ктесібій винайшов двоциліндровий поршневий пожежний насос, водяний годинник, аеротон — військову машину, в якій як пружне тіло використовується стиснене повітря. Про Ктесібія писали Герон і римський архітекторі Вітрувій.